# Boarmia transponenda
Boarmia transponenda är en fjärilsart som beskrevs av Claude Herbulot 1989. Boarmia transponenda ingår i släktet Boarmia och familjen mätare. Inga underarter finns listade i Catalogue of Life.